# Novaspace
Novaspace je německý eurodance projekt známý z let 2002-2004 coververzemi několika hitů 80. let ("Time After Time", "Guardian Angel", "Beds Are Burning") a později remixy novějších skladeb. Umístili se v Top-20 v Německu, Rakousku a Austrálii.
Novaspace založil v roce 2002 producent Felix Gauderin. První frontmankou byla Jessica Böhrs, kterou v roce 2008 nahradila Jenny Marsala.

## Diskografie singlů
'Jessica Böhrs'
- Time After Time (původní verze Cyndi Lauper), 2002
- To France (původní verze Mike Oldfield), 2002
- Guardian Angel (původní verze Masquerade), 2002
- Paradise, 2003
- Run To You (původní verze Bryan Adams), 2003
- Beds Are Burning (původní verze Midnight Oil), 2004
- So Lonely (původně The Police), 2004
- Dancing With Tears In My Eyes (původní verze Ultravox), 2004
- All Through The Night (původní verze Cyndi Lauper), 2006

'Jenny Marsala'
- Dancing Into Danger, 2009
- Time After Time Rebirth, 2009

## Hitparády
| Rok  | Název                           | Příčka hitparády | Příčka hitparády | Příčka hitparády | Příčka hitparády | Příčka hitparády | Příčka hitparády | Album           |
| Rok  | Název                           | GER              | Aust             | UK               | AUS              | NED              | SWISS            | Album           |
| ---- | ------------------------------- | ---------------- | ---------------- | ---------------- | ---------------- | ---------------- | ---------------- | --------------- |
| 2002 | "Time After Time"               | 6                | 15               | 29               | 7                | 28               | 67               | Supernova       |
| 2002 | "To France"                     | 27               | N/A              | N/A              | 23               | 40               | N/A              | Supernova       |
| 2002 | "Guardian Angel"                | 9                | N/A              | N/A              | 11               | N/A              | N/A              | Supernova       |
| 2003 | "Paradise"                      | 48               | N/A              | N/A              | 41               | N/A              | N/A              | Supernova       |
| 2003 | "Run to You"                    | 38               | N/A              | N/A              | 38               | N/A              | N/A              | Cubes           |
| 2004 | "Beds Are Burning"              | 7                | N/A              | N/A              | 2                | N/A              | 42               | Cubes           |
| 2004 | "So Lonely"                     | 15               | N/A              | N/A              | 10               | N/A              | 87               | Cubes           |
| 2004 | "Dancing with Tears in My Eyes" | 11               | N/A              | N/A              | 6                | 83               | 98               | Cubes           |
| 2006 | "All Through the Night"         | 50               | N/A              | N/A              | N/A              | N/A              | N/A              | Cubes           |
| 2009 | "Dancing Into Danger"           | 79               | N/A              | N/A              | N/A              | N/A              | N/A              | Next Generation |
| 2009 | "Time After Time Rebirth"       | TBR              | TBR              | TBR              | TBR              | TBR              | TBR              | Next Generation |

## Remixy
- Time After Time

Radio Edit
UK Radio Edit
Time Mix - Extended Version
Club Version
Novaspace Mix - Less Vocal Version
Instrumental
Pascal Mix
I-Nation Remix (available on Ministry of Sound compilation)
Nick Skitz Remix
Sol Productions Remix
DJ Tebza & Vito Vs Kentphonik Mix (available on SoulCandi Session 3 compilation)
- To France

Radio Edit
Extended Mix
Space Mix - Less Vocal Version
Nova Mix - Club Version
- Guardian Angel

Radio Edit
Club Radio Edit
Extended Version
Nova Mix - Club Version
Space Mix - Less Vocal Mix
- Paradise

Radio Edit
Video Edit
Extended Mix
Starfighter Teckattack Remix
Club Mix
- Run To You

Radio Edit
Video Edit
Extended Mix
Burn Out Mix
- Beds Are Burning

Radio Edit
Extended Mix
Marshall Mix
- So Lonely

Radio Edit
Extended Mix
Back To Basics Mix
Dan Winter Remix
Dan Winter Remix Edit
Video Edit
- Dancing With Tears In My Eyes 2004

Radio Edit
Extended Mix
Nova Mix - Club Version
- All Through The Night 2006

Radio Edit
Extended Mix
- Wicked Game

Broken Mix
- Summer Of Love

2006 Re-Touch
- Send Me An Angel

7th Heaven Mix
- Dancing Into Danger

Radio Edit
Extended Version
Maddox Remix
IC3M4N Remix
- Time After Time – Rebirth

Radio Edit) 3:16
Big Room Radio Cut 3:53
Extended Version 6:36
Club Mix 5:53
Big Room Mix 5:55
Shane Evans Remix 6:15